# Sprzężaj

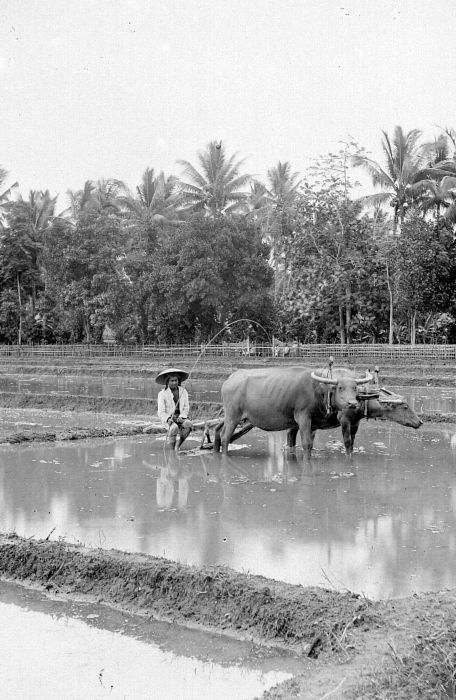
Orka na polu ryżowym przy użyciu bawołów na Jawie

Sprzężaj (od „sprzęgać”, „zaprzęgać”) – ogół zwierząt pociągowych wykorzystywanych w rolnictwie jako siła pociągowa zarówno w
- transporcie
- pracach na roli (np. orka, bronowanie)
- do napędu stacjonarnych maszyn rolniczych poprzez kierat

Do sprzężaju zalicza się m.in.:
- konie
- woły
- osły

W dawnej Polsce, od początku istnienia państwa, dominującym zwierzęciem pociągowym był wół. W tej roli można je było spotkać jeszcze na początku XX w. Ważną rolę w gospodarce rolnej Polski odegrały konie, które pojawiły się w XIII w. Rozpowszechniły się one dopiero jednak w XVI w.